# Kismutnok

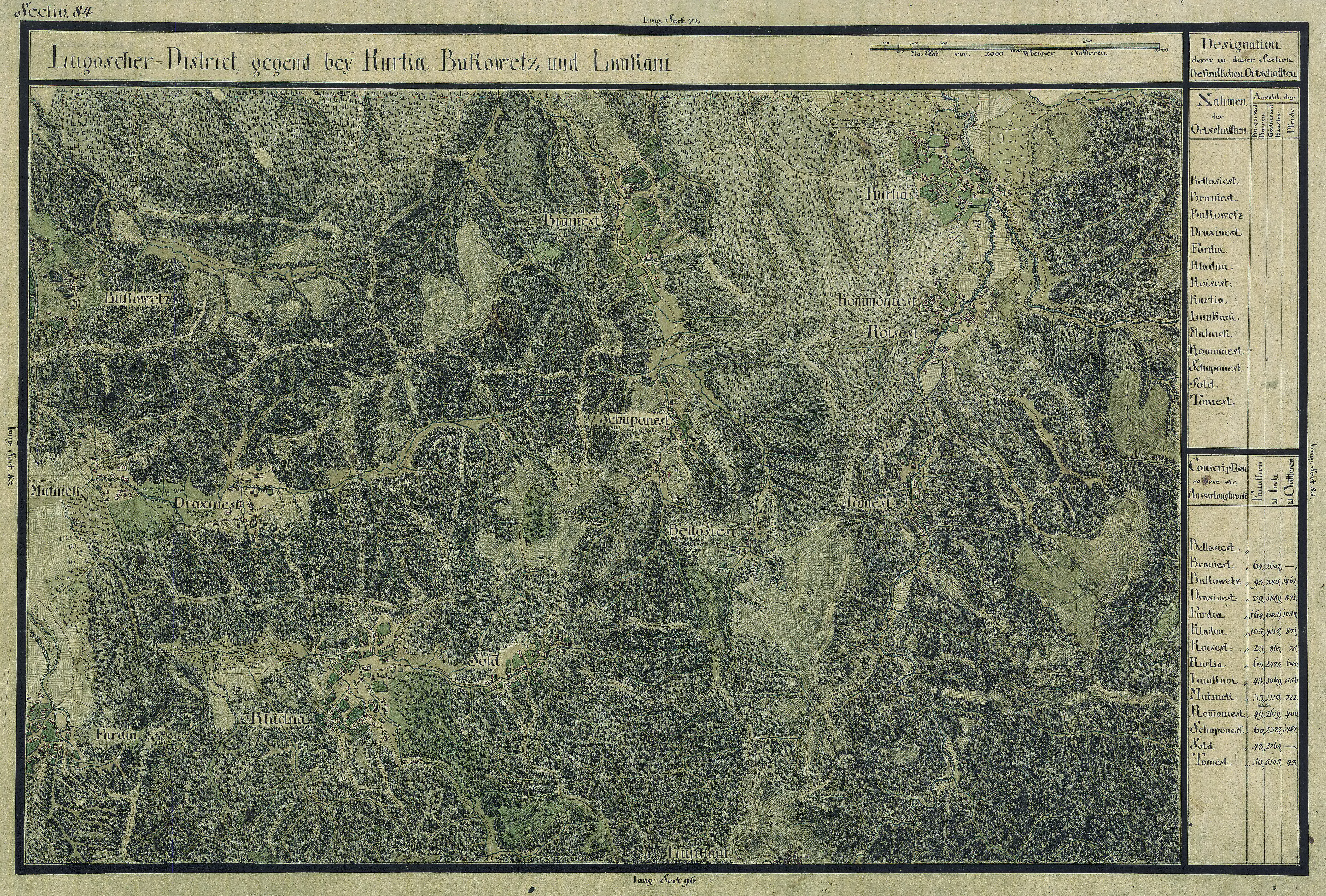
Kismutnok egy régi térképen

Kismutnok románul: Mâtnicu Mic, falu Romániában, a Bánságban, Temes megyében.

## Fekvése
Facsádtól délre, Drágfalva, Bukovec és Ferde közt fekvő település.

## Története
1851-ben Fényes Elek írta a településről: „Mutnik(Kis-), oláh falu, Krassó vármegyében, 15 katholikus, 31 óhitű lakossal. Földesura Malonyai.”
A trianoni békeszerződés előtt Krassó-Szörény vármegye Facsádi járásához tartozott.
1910-ben 343 lakosából 327 román, 11 cigány, 5 magyar,  volt. Ebből 336 görög keleti ortodox, 7 római katolikus volt.